# Bernard Meyer (Unternehmer)
Bernard Meyer (* 24. Mai 1948 in Papenburg) ist ein deutscher Ingenieur und Inhaber der Meyer Werft. Er war deren Geschäftsführer bis zum Jahresende 2024.

## Leben
Bernard Meyer ist der Sohn von Joseph-Franz Meyer (1908–1998) und Berna geb. Beckmann (1915–2009). Sein Urgroßvater war Joseph L. Meyer (1846–1920).
Er studierte von 1968 bis 1973 Schiffbau in Hamburg und Hannover. Die Leitung der Meyer-Werft übernahm er 1982 von seinem Vater. 
Bernard Meyer ist verheiratet und hat fünf Kinder. Die Söhne Jan und Tim sind ebenfalls in der Leitung der Meyer Werft aktiv. In einem Interview sagte er im März 2018: „Ich habe meinen Kindern, die selbst in der Werft aktiv sind, meine Anteile am Unternehmen übertragen. […] Ich treffe keine Entscheidungen mehr ohne meine Söhne.“

## Ehrungen
2008 wurde ihm der Werner-von-Siemens-Ring verliehen. Die Verleihung wurde damit begründet, dass er „eine Ausnahmeerscheinung unter den deutschen Ingenieuren darstelle, wegweisende technische Entwicklungen hervorgebracht habe und in seinen modernen Werften in Papenburg und Rostock unternehmerisch umgesetzt habe.“ 2015 verzichtete er auf die Verleihung der Emsland-Medaille. 2018 wurde ihm der Finnische Orden der Weißen Rose verliehen.

## Vermögen
Sein Vermögen wird vom Manager-Magazin auf 600 bis 800 Millionen Euro geschätzt.
- Porträt im Manager-Magazin
- Bernard Meyer im Munzinger-Archiv (Artikelanfang frei abrufbar)
- Ahnentafel